# 沼波秀樹
沼波 秀樹（ぬまなみ ひでき、1962年 - ）は、日本の海洋生物学者。東京家政学院大学教授。第33次南極地域観測隊（越冬研究観測）隊員（1991年 - 1993年）。

## 経歴
- 1980年 東海大学海洋学部入学
- 1984年 東海大学大学院海洋学研究科海洋資源学専攻博士課程前期入学
- 1987年 東京水産大学大学院水産学研究科資源育成学専攻博士課程後期入学
- 1991年 東京水産大学水産学部助手
- 1991年 第33次南極地域観測隊・隊員
- 1993年 国立極地研究所共同研究員
- 1994年 東京家政学院大学家政学部助手
- 2000年 東京家政学院大学家政学部講師
- 2006年 東京家政学院大学家政学部准教授

## 学位
東京水産大学博士（水産学）（1994）

## 専門分野
- 軟体動物分類・生態学，海洋生物学

## 主な研究課題
- 『南極海に分布する軟体動物の分類・生態学的研究』
- 『南極海の底生生物の分布に関する研究』
- 『南極海の底生生物の環境適応に関する研究』
- 『深海の化学合成生物群集の分類・生態学的研究』
- 『ハナズトガイ科貝類の分類学的研究』

## 主な論文
- Taxonomic study on Antarctic gastropods collected byJARE（論文，1996）
- 駿河湾石花海周辺海域における化学合成生物群集とメタン湧出域の探索・調査海洋科学技術センター第20回しんかいシンポジウム、パシフイコ横浜、横浜（発表、2004）

## 所属学会
日本貝類学会、日本動物分類学会

## 参考資料
- 東京家政学院大学ホームページ
- 科学技術振興機構 研究開発支援総合ディレクトリ(ReaD)